# 外担菌目
外担菌目（学名：Exobasidiales）也称外担子菌目，为外担菌纲的一个目。

## 下级分类
本目包括以下科：
- 座担菌科 Brachybasidiaceae
- 密担菌科 Cryptobasidiaceae
- 外担菌科 Exobasidiaceae
- 粉座菌科 Graphiolaceae

未指定科的属：
- Cladosterigma
- Phacellula